# Ню-Бейнен
Ню-Бейнен (нід. Nieuw-Buinen) — село в нідерландській провінції Дренте. Входить до муніципалітету Боргер-Одорн.
Його площа становить 23,03 км², а населення станом на 2021 рік складало 4 865 осіб.
Перша згадка про населений пункт датується 1840 роком.

## Галерея

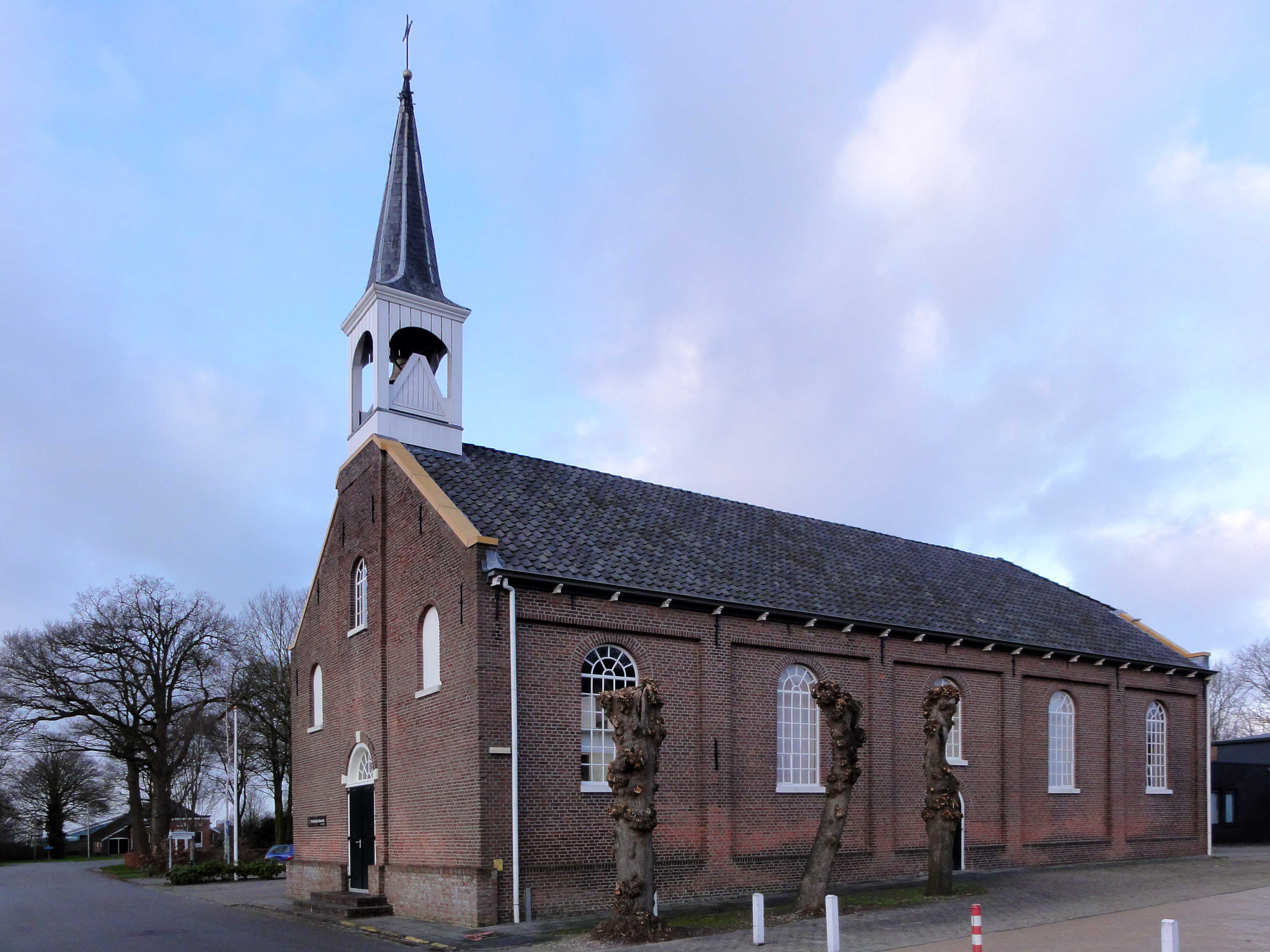
Реформистська церква
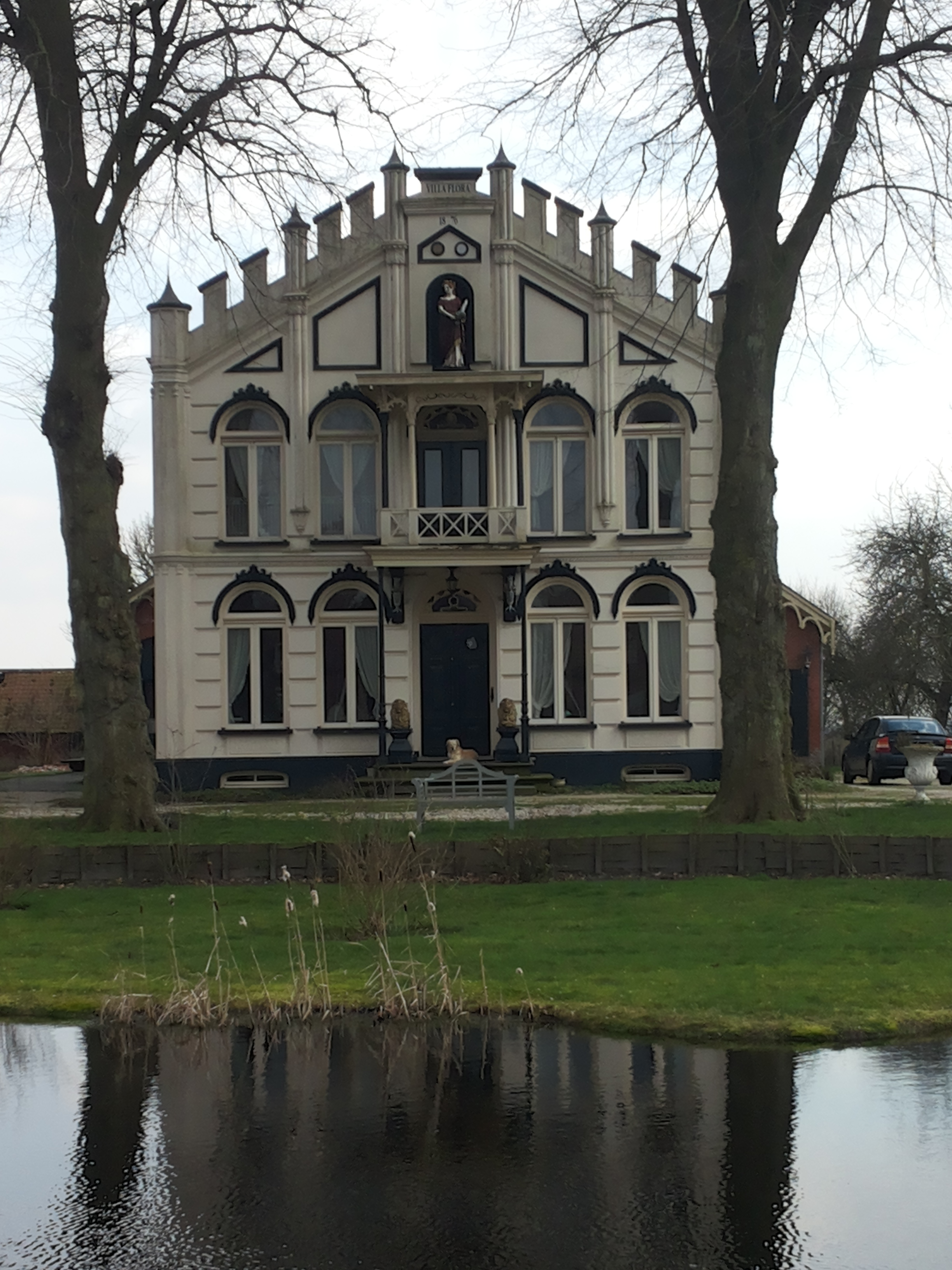
Вілла Flora
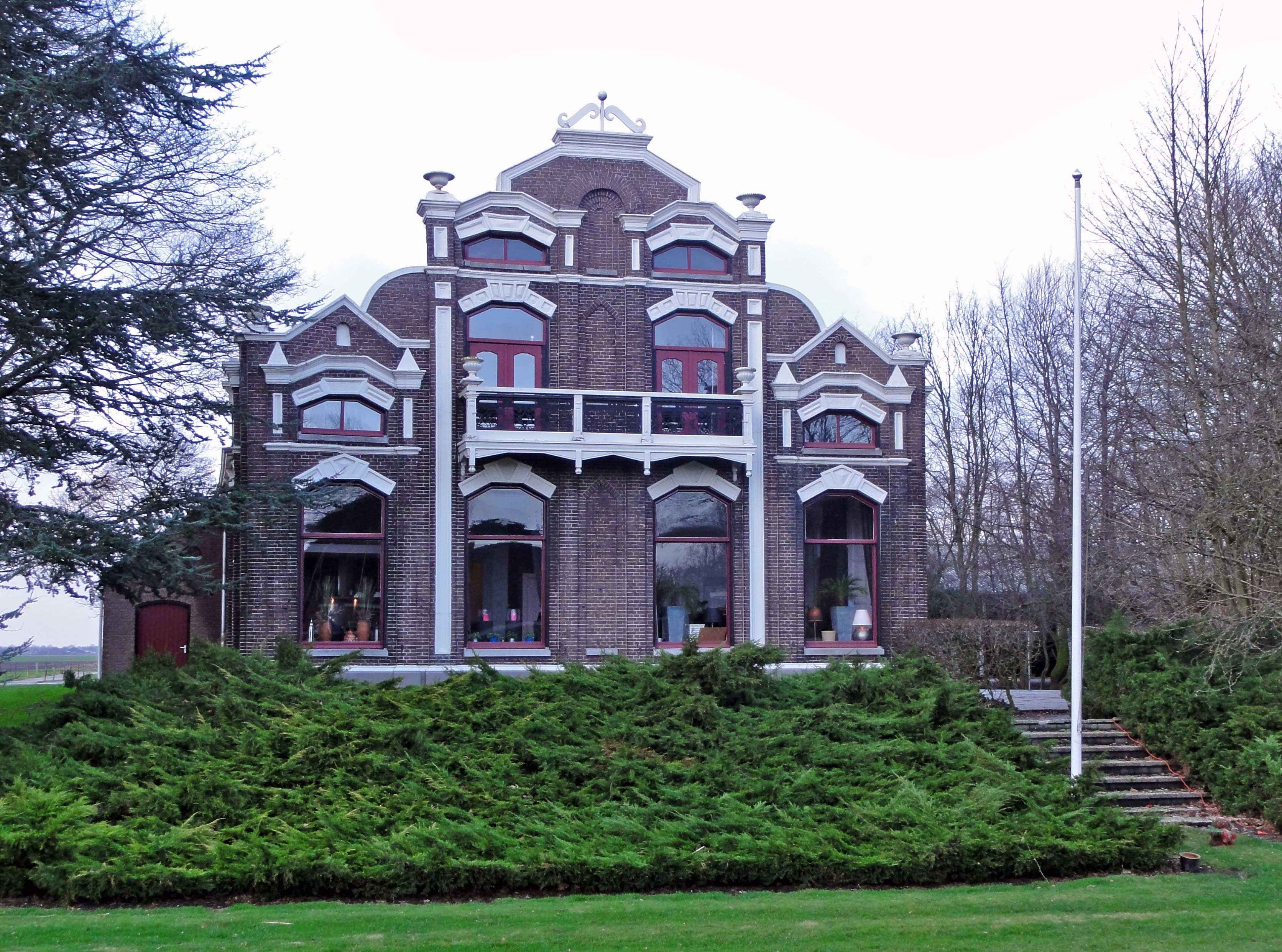
Вілла у селі
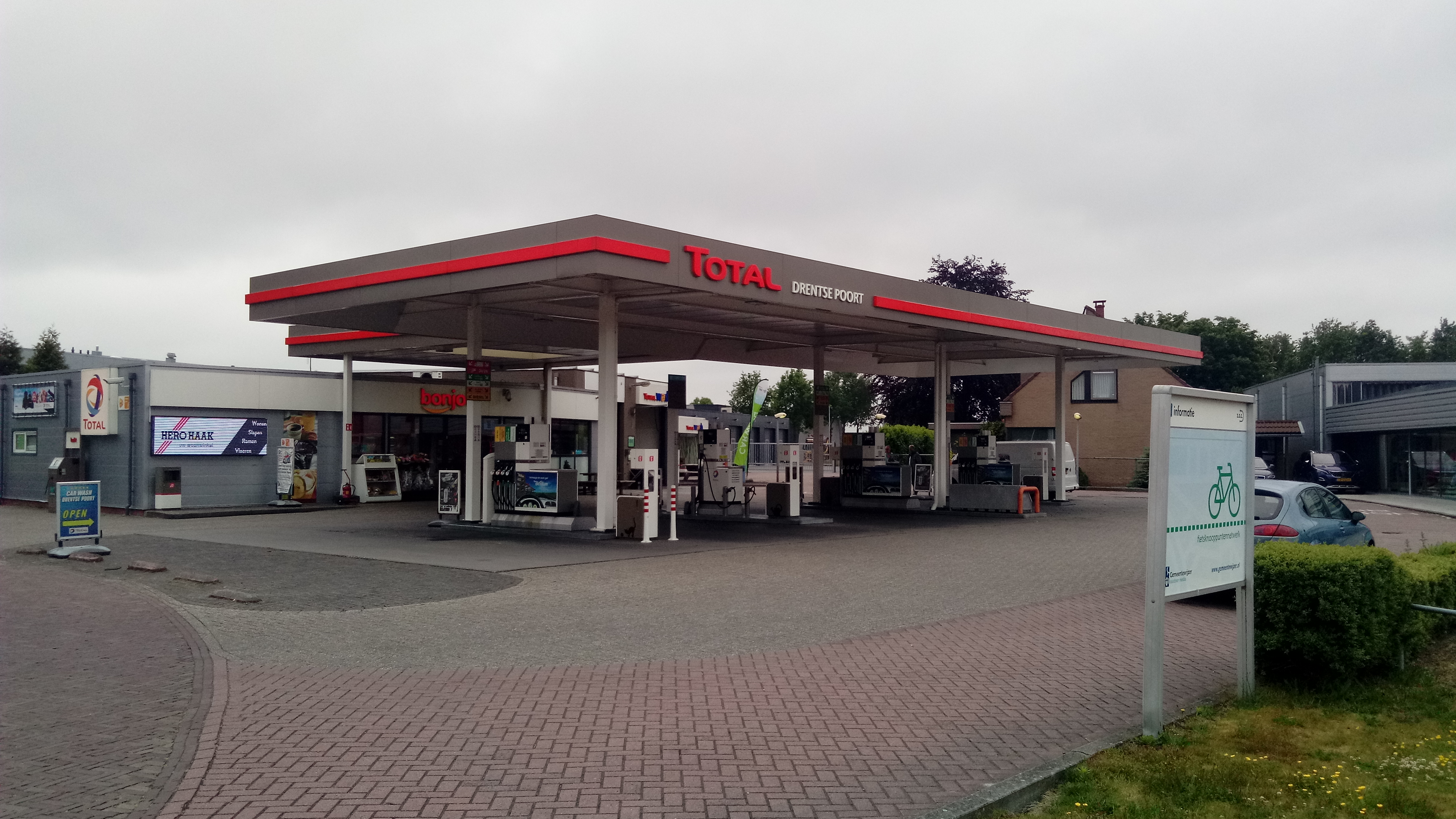
Автозаправна станція у селі
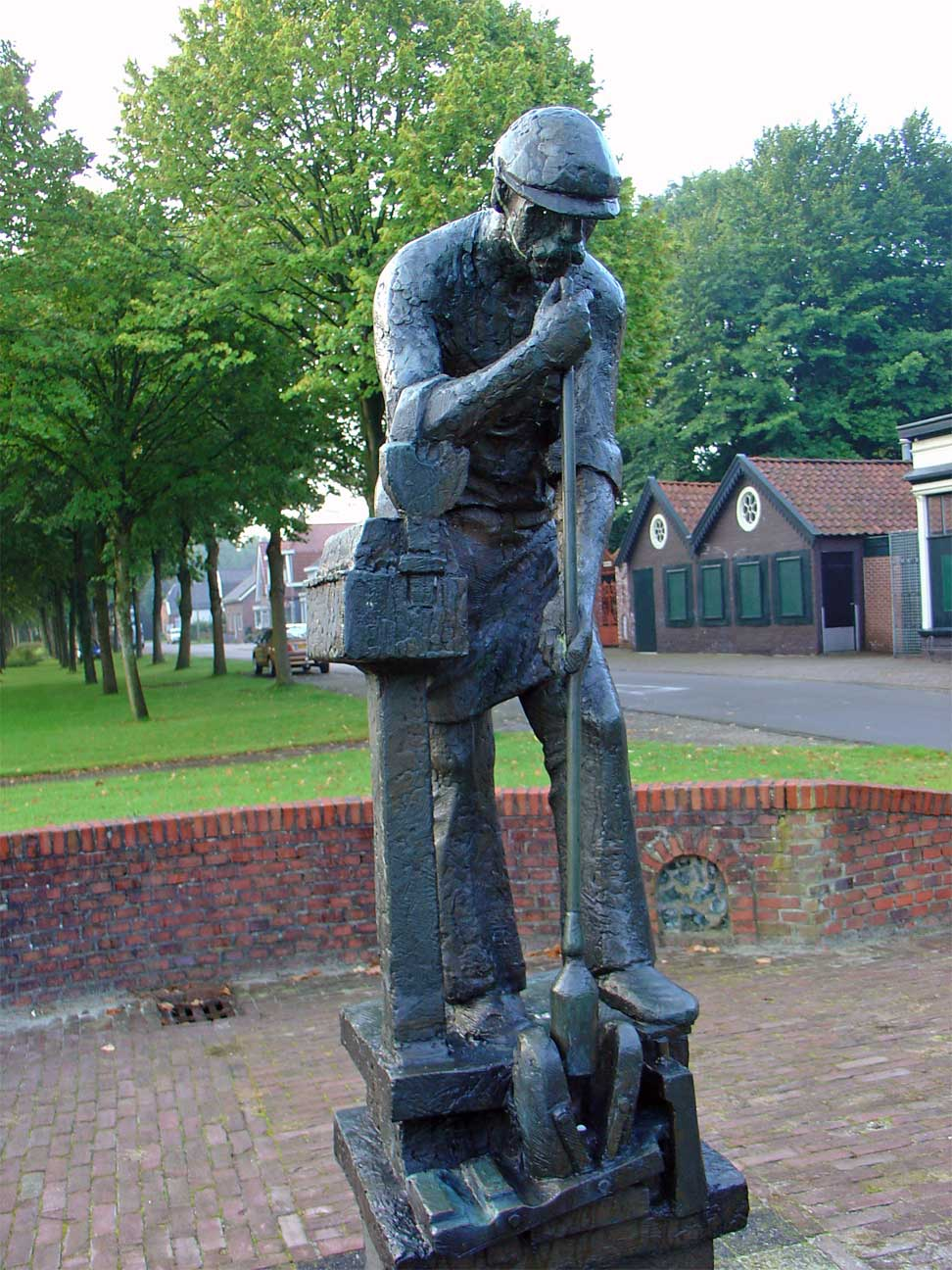
Статуя de Glasblazer